# Église Bob de Cluj-Napoca
L'église Bob ((ro) Biserica Bob din Cluj-Napoca) est la première église grecque-catholique qui fut construite dans la ville de Cluj-Napoca en Roumanie. Elle fut dessinée par l'architecte Iosif Leder dans un style baroque ; son achèvement date de 1803. Le nom de l'église provient de celui d'un noble roumain Ioan Bob, qui fut par la suite évêque de l'église grecque-catholique roumaine, et qui finança la construction de l'église.

## Galerie

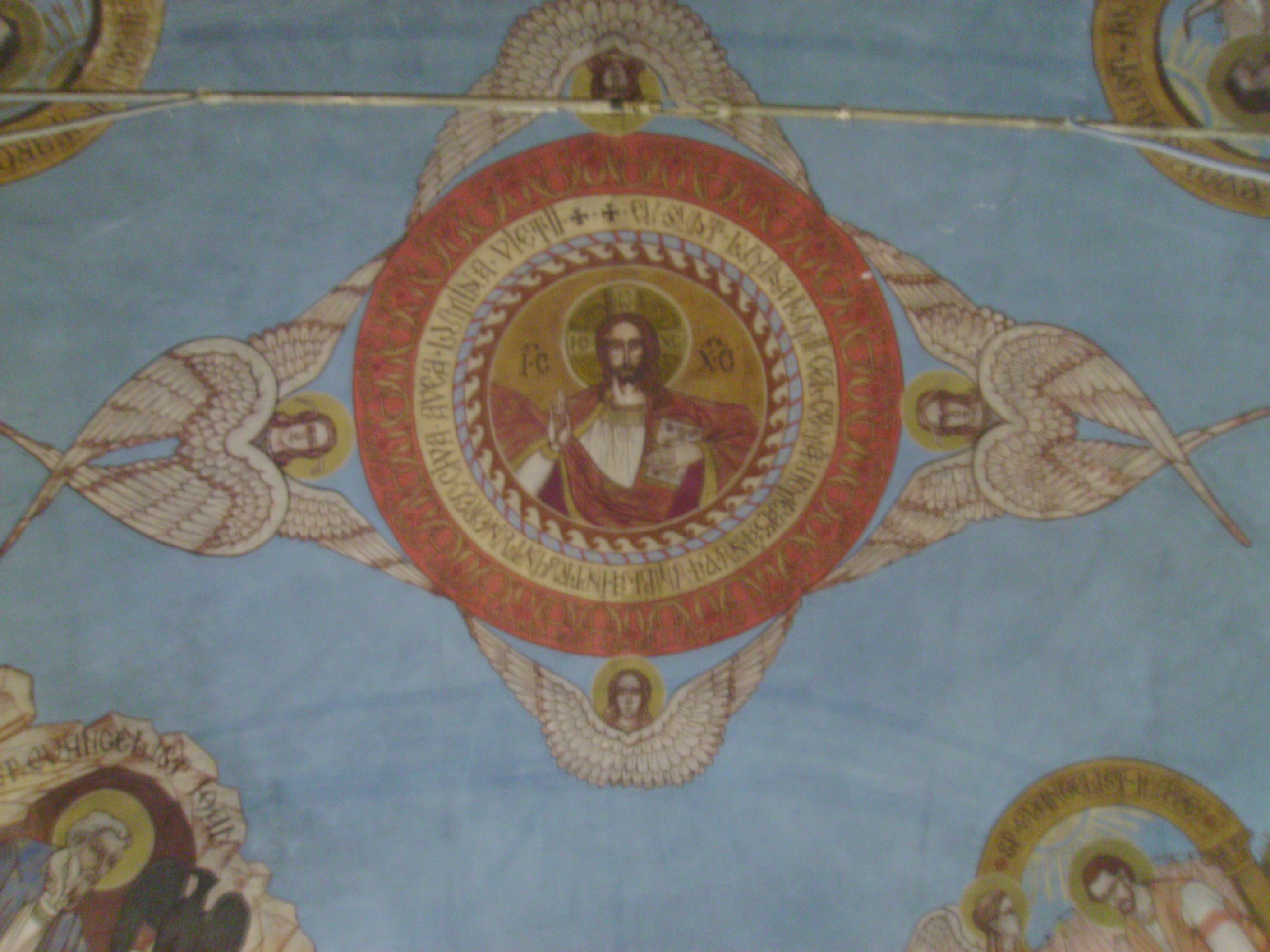
Christ Pantocrator de l'église Ioan Bob
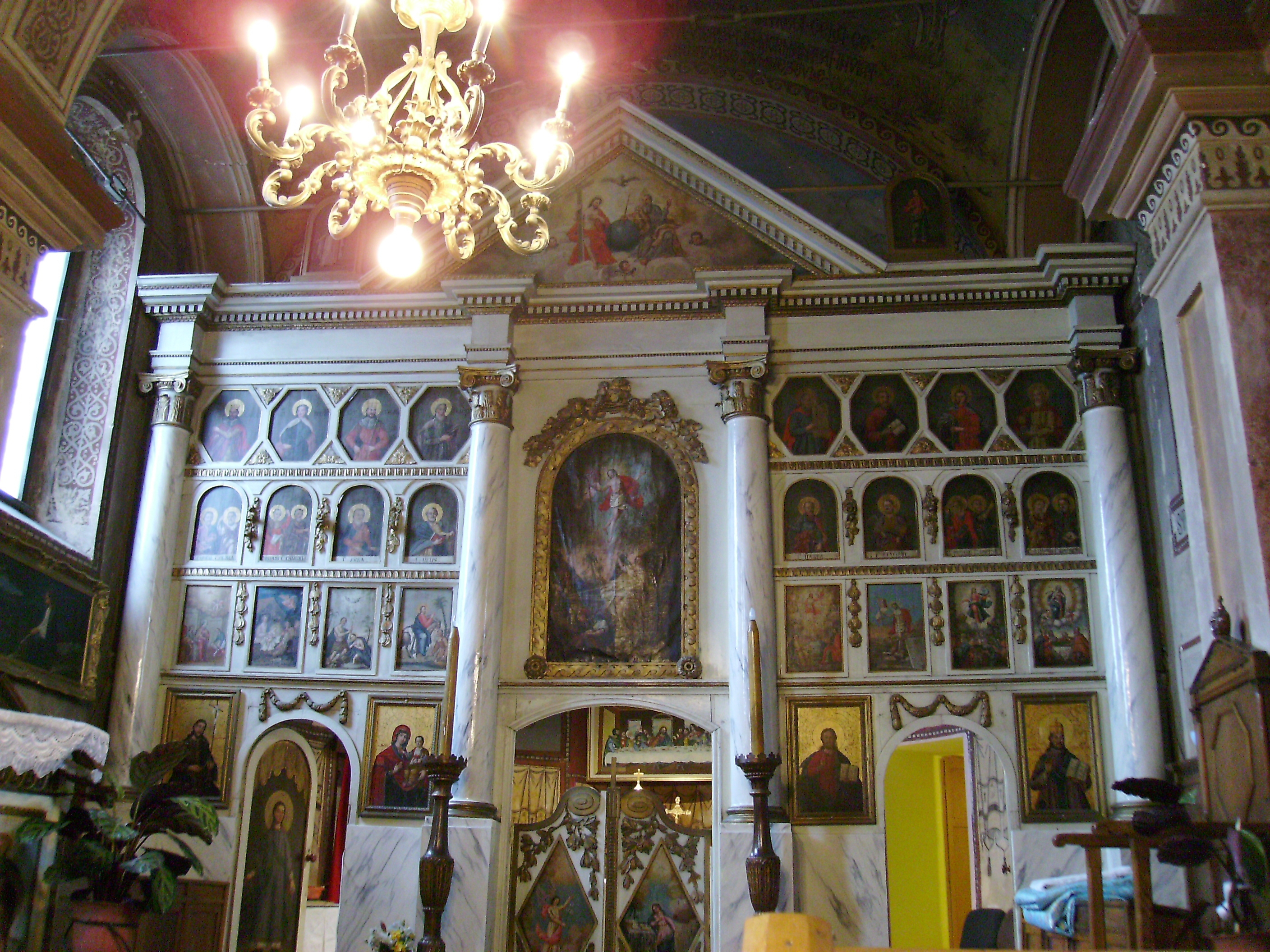
Iconostase de l'église Ioan Bob
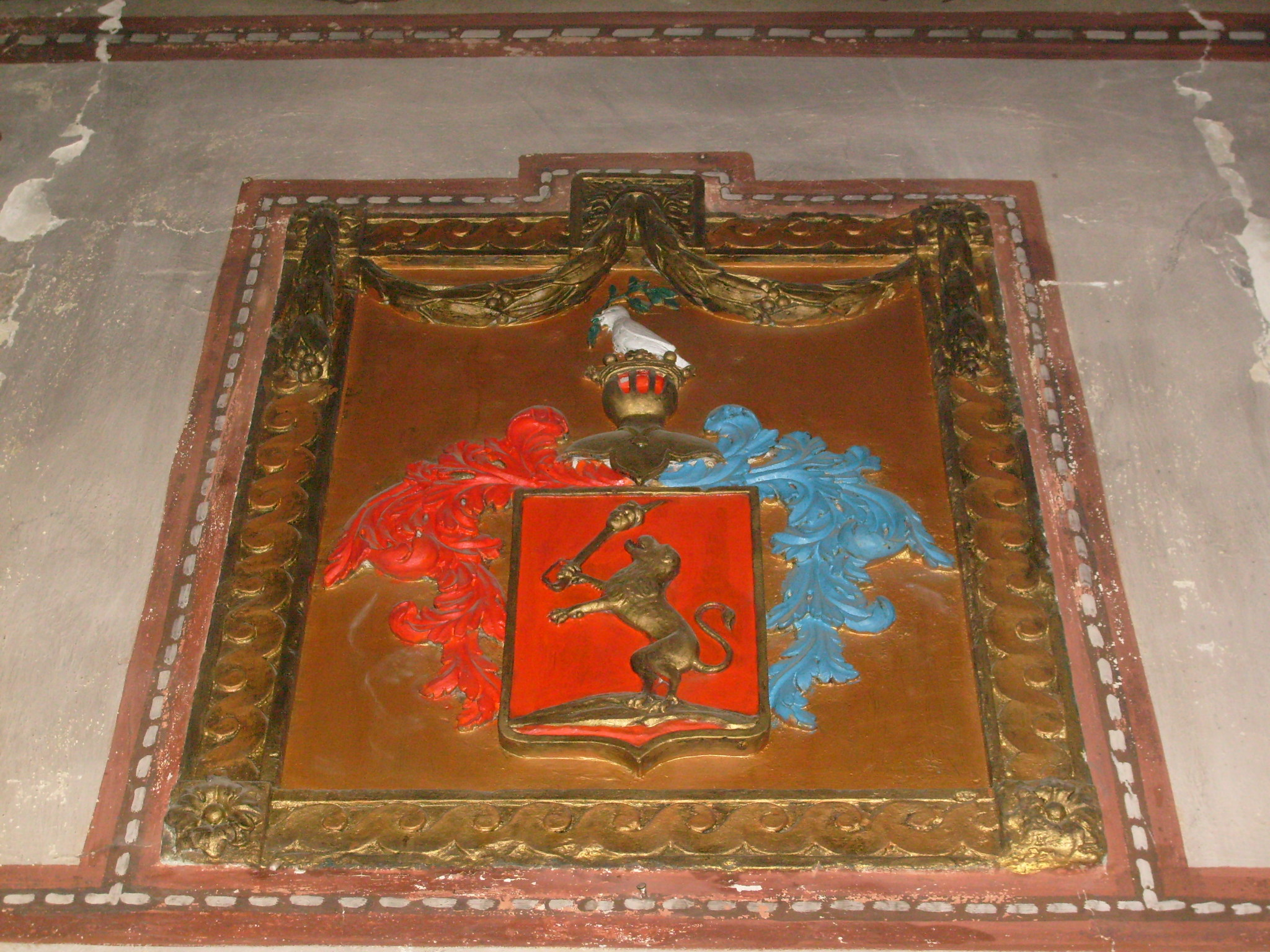
Armoiries de la famille Bob